# Stazione di Mitaka
La Stazione di Mitaka (三鷹駅?, Mitaka-eki) è una stazione ferroviaria di Tokyo, si trova a Mitaka ed è utilizzata da una media di 89.545 passeggeri ogni giorno.

## Descrizione
La stazione venne inaugurata il 25 giugno 1930.
Oltre alla linea Chūō Rapida e alla Chūō-Sōbu di cui questa stazione è il capolinea occidentale, in questa stazione partono e terminano anche alcuni convogli della Linea Tōzai.
All'uscita della stazione si possono trovare le fermate per i servizi degli autobus, tra cui anche il pullman diretto che collega la stazione con il Museo Ghibli, una delle principali attrazioni turistiche della città.